# Dragon Ball Z - Super Saiya-jin da Son Goku
Dragon Ball Z - Super Saiya-jin da Son Goku ( ドラゴンボールZ 超サイヤ人だ孫悟空 Doragon Boru Zetto Chō Saiya-jin da Son Gokū?, Dragon Ball Z: Super Saiyano Son Goku) es la 7ª película de Dragon Ball, y la 4ª de Dragon Ball Z en la serie de manga y anime Dragon Ball, fue estrenada el 9 de marzo de 1991. Contrario a lo que dice el título, Gokú no llega al estado Super Saiyajin en esta película, sino que llega al estado Giji Supersaiyajin.

## Argumento
Son Gohan visita a Piccolo y le muestra una nueva melodía que ha aprendido a silbar. Debido a su avanzado oído namekiano, esto le causa dolor a Piccolo, por lo que le ordena airadamente a Son Gohan que se detenga cuando ambos perciben que se aproxima una amenaza procedente del espacio exterior. Bulma y su padre descubren que un meteorito que alberga formas de vida se dirige hacia la Tierra y destruirá el planeta tras el impacto. En medio del pánico masivo, Goku y Krilin se apresuran a interceptar el meteoro y esperan alejarlo lanzando un Kamehameha, pero ambos quedan inconscientes por la fuerza del meteoro, que aparentemente explota en órbita. Una nave espacial aterriza entonces en una de las ciudades de la Tierra.
Un ejército de soldados alienígenas humanoides sale de la nave y declara la Tierra bajo el dominio de su líder, Lord Slug. Los soldados atacan a un grupo de civiles, pero Son Gohan llega para defenderlos. Desde la nave, Lord Slug observa que Son Gohan tiene una Esfera del Dragón pegada a su gorro que pierde durante el ataque. Después de que sus secuaces dejen inconsciente a Son Gohan y revelen el plan para convertir el planeta en una nave biológica, Slug aparece y utiliza la telepatía para leer la mente de Bulma y se entera de su radar utilizado para rastrear las Esferas del Dragón. Los hombres de Slug consiguen reunir las Esferas del Dragón e invocar al dragón Shenlong, que concede a Slug su deseo de eterna juventud. Las fuerzas de Slug comienzan a transformar la Tierra, lo que hace que la vida perezca en todo el planeta. Son Goku y Krilin son curados por Yajirobe, que les da a cada uno una Semilla Senzu. Mientras tanto, Son Gohan reanuda su ataque contra el ejército de Slug y es rescatado por Piccolo. Piccolo mata al esbirro Wings y Son Gohan es arrollado por Medamatcha lo que hace que Piccolo resulte herido al saltar delante de una explosión de energía que pretendía matar a Son Gohan. Son Goku y Krilin llegan y Son Goku mata fácilmente a Medamatcha y a Angila. Slug aparece y es atacado por Krilin que es rápidamente despachado. Son Goku lucha contra Slug pero se ve abrumado; en un momento de rabia, Son Goku es aparentemente capaz de acceder a una parte de la forma Super Saiyajin.
Son Goku golpea a Slug y le rompe el brazo. Ante los ojos de Son Goku, Slug se arranca el brazo y lo vuelve a hacer crecer, y se quita el casco, revelando que en realidad es un namekiano. A través de la telepatía, Kaiosama advierte a Son Goku de que Slug es un Super Namekiano, una línea de sangre de guerreros violentos obsesionados con el poder que fueron desterrados de su mundo natal. Slug adopta una forma gigante y comienza a aplastar a Son Goku entre sus enormes manos. Piccolo interviene para rescatar a Son Goku y, antes de ser también aplastado, se arranca las orejas y pide a Son Gohan que empiece a silbar. El silbido ensordece y debilita a Slug, lo que permite a Piccolo transferir su energía restante a Son Goku, que se potencia y consigue volar directamente a través del abdomen de Slug y lo incapacita. Son Goku asciende entonces al cielo y comienza a preparar una Genkidama para destruir las vainas que transforman el planeta, pero Slug consigue perseguirle. Son Goku lanza la Genkidama contra Slug, que lo lanza contra sus propias máquinas, matándolo y salvando el planeta. Yajirobe cura a todos con las Semillas Senzu mientras celebran su victoria.

## Personajes
Son Gokū ( 孫 悟空 Son Goku?)
 Seiyū: Masako Nozawa
Son Gohan (孫 悟飯 Son Gohan?)
 Seiyū: Masako Nozawa
Piccolo ( ピッコロ  Pikkoro?)
 Seiyū: Toshio Furukawa
Bulma (ブルマ  Buruma?)
 Seiyū: Hiromi Tsuru
Krilin (クリリン  Kuririn?)
 Seiyū: Mayumi Tanaka
Oolong (ウーロン Ūron?)
 Seiyū: Naoki Tatsuta
Chichi (チチ Chichi?)
 Seiyū: Naoko Watanabe
Kame Sen'nin (亀仙人 Kame Sennin?)
 Seiyū: Kouhei Miyauchi
Kaio del Norte (北の界王 Kita no Kaiō?)
 Seiyū: Joji Yanami
Shenlong (神龍 Shen Long?)
 Seiyū: Kenji Utsumi
Haiya Dragon (ハイヤードラゴン Haiyā Doragon?)
 Seiyū: Naoki Tatsuta
Yajirobe (ヤジロベー Yajirobē?)
 Seiyū: Mayumi Tanaka

### Personajes exclusivos de la película
Slug (スラッグ Suraggu?)
 Seiyū: Yūsaku Yara
Dobladores: Ángel Corpa (España) y Mario Sauret (México)
Slug es un Namekiano que sobrevivió a los cambios climáticos del planeta Namek, no recuerda su origen y se dedicó a conquistar planetas. Llegó a la tierra convertido en un anciano, pero al ver la Sì Xīngqiú en el sombrero de Gohan recordó algo sobre las Dragon Balls y envió a sus secuaces a conseguirlas para rejuvenecerse. Tuvo una difícil pelea con Son Goku pero es vencido gracias a la debilidad que tienen los namekianos a los silbidos. Tras debilitarse, Son Goku con la energía de Piccolo
le lanza una Genkidama y muere.
Su nombre proviene de la palabra en inglés para babosa, Slug (スラッグ Suraggu?).
Angira (アンギラ?)
 Seiyū: Keiichi Nanba
Dobladores: Alejandro Albaiceta (España) y Enrique Mederos (†) (México).
Angira es un Mazoku bajo el mando de Slug, tiene el cabello naranja y la piel azul-grisácea, muere cuando Son Goku le devuelva su ataque de energía, haciendo que se lo trague. Su nombre proviene de la Nebulosa de "An"drómeda ("アン"ドロメダ星雲 "An"doromeda Seiun?).
Drodabo (ドロダボ Dorodabo?)
 Seiyū: Daisuke Gōri
Dobladores: Idilio Cardoso (España) y José Luis Castañeda (México)
Drodabo es un Mazoku bajo el mando de Slug, es un guerrero pequeño y naranja parecido a Dodoria pero con alas en la espalda como las de un murciélago, es muerto rápidamente por Piccolo. Su nombre proviene de la Nebulosa de An"dró"meda (アン"ドロ"メダ星雲 An"doro"meda Seiun?).
Medamatcha (メダマッチャ?)
 Seiyū: Yukinori Hori
Dobladores: Paco Cardona (España) y Roberto Mendiola (?) (México).
Medamatcha es un Mazoku bajo el mando de Slug, es un guerrero pequeño y verde con apariencia de sapo. Tiene la habilidad de separar 4 pequeños seres parecidos al que absorben la energía del oponente, es vencido por Son Goku. Su nombre proviene de la Nebulosa de Andró"meda" (アンドロ"メダ"星雲 Andoro"meda" Seiun?).
Zeeun (ゼエウン?)
 Seiyū: Kōji Totani
Dobladores: Mariano Fraile (España) y Luis Daniel Ramírez (México)
Zeeun es un Mazoku bajo el mando de Slug, tiene el cabello marrón y la piel color roja, es muerto por Slug cuando menciona por equivocación que su líder esta viejo. Su nombre proviene de la "Nebulosa" de Andrómeda (アンドロメダ"星雲" Andoromeda "Seiun"?).
Kakūja (カクージャ?) y Gyōshu (ギョーシュ?)
 Seiyū: Shōzō Iizuka y Shigeru Chiba
Dobladores: Jesús Prieto (España), Arturo Mercado (Gyōshu) y Gabriel Pingarrón (Kakūja) (México)
Kakūja y Gyōshu son dos pequeños Mazoku encapuchados que controlan la nave de Slug, Gyōshu muere por decir que convertir el planeta durara 10 días, su misión es pasada a Kakūja quien dice que durara 3 días. Sus nombres provienen de las palabras en japonés académico (学者 Gakusha?) y asistente (助手 Joshu?).

## Reparto
| Personaje   | Actor de voz (Japón) | Doblaje (Hispanoamérica) | Doblaje (España)    |
| ----------- | -------------------- | ------------------------ | ------------------- |
| Son Goku    | Masako Nozawa        | Mario Castañeda          | José Antonio Gavira |
| Son Gohan   | Masako Nozawa        | Laura Torres             | Ana Cremades        |
| Piccolo     | Toshio Furukawa      | Carlos Segundo           | Antonio Inchausti   |
| Krillin     | Mayumi Tanaka        | Luis Daniel Ramírez      | Ángeles Neira       |
| Kaiosama    | Joji Yanami          | José Luis McConnell      | Mauro Rivera        |
| Slug        | Yuzako Yara          | Mario Sauret             | Ángel Corpa         |
| Dorodabo    | Daisuke Gori         | José Luis Castañeda      | Idilio Cardoso      |
| Angila      | Keiichi Nanba        | Enrique Mederos          | Alejandro Albaiceta |
| Medamatcha  | Yukitoshi Hori       | José Arenas              | Juanma Nogales      |
| Zeeun       | Kōji Totani          | Luis Daniel Ramírez      | Jesús Prieto        |
| Gyosh       | Shigeru Chiba        | Arturo Mercado           |                     |
| Kakuja      | Shōzō Iizuka         | Gabriel Pingarrón        | Jesús Prieto        |
| Bulma       | Hiromi Tsuru         | Mónica Manjarrez         | Nonia de la Gala    |
| Chichi      | Naoko Watanabe       | Pilar Escandón           | Julia Olivia        |
| Oolong      | Naoki Tatsuta        | Arturo Mercado           | Antonio Inchausti   |
| Yajirobe    | Mayumi Tanaka        | José Arenas              | Antonio Villar      |
| Dr. Brief   | Joji Yanami          | José Luis Castañeda      | Mariano Fraile      |
| Kame Sennin | Kouhei Miyauchi      | Jesús Colin              | Mariano Peña        |
| Shen Long   | Kenji Utsumi         | Abel Rocha               | Jesús Prieto        |

## Música
Tema de apertura (opening)
- "CHA-LA HEAD-CHA-LA" por Hironobu Kageyama

Tema de cierre (ending)
- "'YA' a koto ni wa Genkidama" (「ヤ」なことには　元気玉!!?) por Hironobu Kageyama y SHINNES